# Assassinato (Lei Sueca)
Na Suécia, aplicam-se os seguintes graus de homicídio : 
- Assassinato (Mord) é definido como um plano de tirar a vida de outro, e punível com prisão entre 10 e 18 anos ou prisão perpétua. (§ 3-1 do Código Penal)
- Homicídio doloso (Dråp) é definido como assassinato quando é menos grave, seja devido às circunstâncias ou ao crime em si, e é punível com um período de prisão fixo entre 6 e 10 anos. (§ 3-2)
- O infanticídio (Barnadråp) é um assassinato cometido por uma mãe contra seu filho "quando, devido ao seu confinamento, ela está em um estado mental perturbado ou em grave desordem", punível com uma prisão até 6 anos. (§ 3-3)
- Homicídio negligente (Vållande till annans död, literalmente causando a morte de outro) é assassinato cometido devido a negligência. Por homicídio negligente, existem três tipos de punições: 
  1. Multa (dia-multa) se o crime é insignificante,
  2. Prisão até 2 anos ou
  3. Prisão entre 1 ano e 6 anos, se o crime for grosseiro.  A negligência grosseira distingue-se "pela tomada de um risco considerável que conduz à morte, ou dirigindo um veículo motorizado sob influência que conduz à morte". (§ 3-7)

Qualquer pessoa com menos de 21 anos (mas não com menos de 15 anos) é condenada como uma proporção do que um adulto receberia. Para os propósitos desta equação, uma sentença de vida é igual a 20 anos. A razão, baseada na idade, começando em 15 indo para 20 é; 1/5, 1/4, 1/3, 1/2, 2/3, 3/4. Isso resulta em uma penalidade máxima de, nos anos, 4, 5, 7, 10, 12, 14 (arbitrariamente limitada). Além disso, menores de 15 anos podem ser condenados por crimes, mas não sujeitos a punição legal. 